# 永暦帝
永暦帝（えいれきてい、繁体字: 永曆帝、簡体字: 永历帝、拼音: Yǒnglì Dì）は、南明の第4代（最後）皇帝。諱は由榔（ゆうろう）。廟号は昭宗（しょうそう）。帝号は存在しないが、日本では在位中の元号永暦より一般的に永暦帝と称される。
嫡母（父の正妻）は王太后、母は馬太后、妻は王氏（王太后の一族）、子は朱慈爝、朱慈𤇅、朱慈炫（太子の朱慈煊）、朱慈𤇥、朱慈煒、朱慈熠、朱慈焯。

## 生涯
桂端王・朱常瀛（万暦帝の第7子）の第4子として生まれ、明朝最後の皇帝・崇禎帝の従弟に当たる。
崇禎年間に永明王に封ぜられた。1643年（崇禎16年）、明末の混乱に際し、父と共に広西へ避難、その直後父と兄である朱由𣜬が薨去したため桂王となった。1644年（崇禎17年）、李自成の北京入城により崇禎帝が自殺すると、唐王朱聿鍵（後の隆武帝）や福王朱由崧（後の弘光帝）と協力して明の遺臣による南明政権を樹立、隆武帝が清軍に捕らえられると肇慶（現在の広東省）に逃れて皇帝に即位し、永暦と改元した。
その後は李定国、鄭成功らの協力を得て、広東省から広西、貴州、雲南地区を勢力下に置き、一時は清を圧倒する勢いだったが、内部の権力闘争で徐々に弱体化し、やがて清軍の攻勢を受け支配地域は縮小、1650年（永暦4年）に広西桂林が陥落すると華南各地を放浪、1655年(永暦9年)には雲南昆明、1659年（永暦13年）にはビルマ（現在のミャンマー）に逃れているが、この時永暦帝に従った家臣はわずか650人程度に過ぎなかったと言われるまで勢力が縮小している。ビルマにのがれた後も清朝に投降した呉三桂の攻撃を受け、清軍の勢威を恐れたビルマ王ピンダレによって1662年（永暦16年）に永暦帝は清軍に身柄が引き渡され、同年に一族とともに昆明（雲南省）で、縊り殺されたとも、火刑に処されたともいう。享年40。こうして、明の皇統は断絶した。

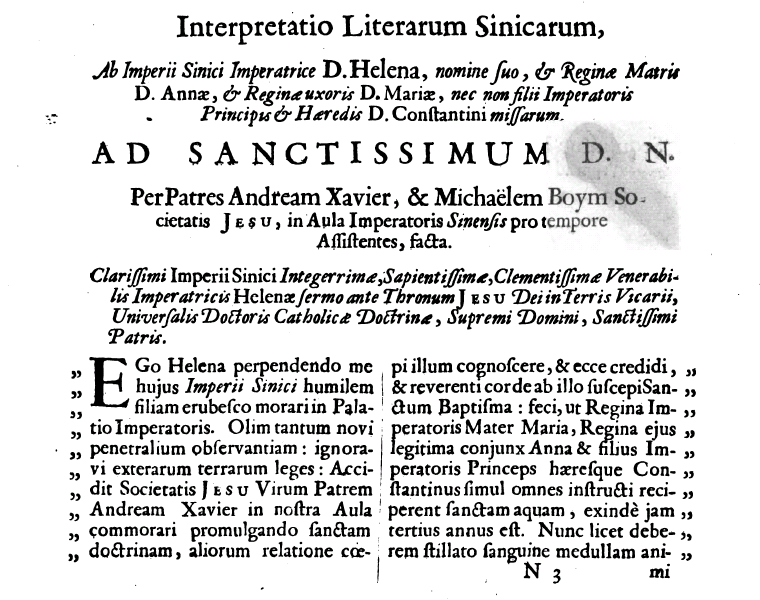
孝正太后（永暦帝の嫡母）によるローマ教皇への救援要請。卜弥格がラテン語に翻訳。

永暦帝はキリスト教に造詣が深く、ローマ教皇にも使節を派遣したとされるが、明末の衰退期の使節派遣への政治的意義は非常に限定的であった。

### 注釈

永暦帝一行の進路